# Špinění
Špinění (anglicky brown spotting)  je lehké vaginální krvácení, které se objevuje mimo běžnou menstruaci. Obvykle se projevuje malým množstvím krve, které lze zaznamenat na spodním prádle nebo toaletním papíru po použití toalety. Tato krev má černou, hnědou nebo červenou barvu. Na rozdíl od menstruace je špinění méně intenzivní a obvykle nevyžaduje použití vložky či tamponu, postačí pouze intimní vložka (tzv. intimka). Příčiny špinění mohou být různé, včetně ovulace, perimenopauzy, implantační krvácení, polypů nebo jiných zdravotních stavů. Ačkoliv je špinění před nebo po menstruací často neškodné, může také signalizovat těhotenství nebo jiné zdravotní problémy. Jakékoliv krvácení z pochvy mimo menstruaci je považováno za abnormální.

## Charakteristiky špinění
- Nepravidelné načasování: U některých žen se špinění objeví na jeden den, poté ustane a znovu se vrátí. Jiné zažívají špinění přerušovaně v průběhu celého měsíce.[2]
- Souvislost s předvídatelnými fázemi menstruačního cyklu: Špinění bývá často nepravidelné, ale může se také objevit v souvislosti s ovulací či menstruací. Ženy mohou zažívat slabé špinění po dobu jednoho až dvou dnů každý měsíc.[2]
- Možná souvislost s poraněním nebo jinými příznaky: Během špinění se může například objevit bolest v podbřišku.[2]
- Odlišná barva než při běžné menstruaci: Při špinění lze pozorovat hnědou krev. Krev však může být světlejší, mít jinou konzistenci nebo odlišný zápach.[2]
- Souvislost hormonální antikoncepcí: Zahájení užívání nové hormonální antikoncepce může ovlivnit četnost a intenzitu špinění.[2]